# Corralia
Corralia is een geslacht van hooiwagens uit de familie Gonyleptidae.
De wetenschappelijke naam Corralia is voor het eerst geldig gepubliceerd door Roewer in 1913. 

## Soorten
Corralia is monotypisch en omvat slechts de volgende soort:
- Corralia depressa